# Ляудис, Валентина Яковлевна
Валентина Яковлевна Ляудис (1932—2002) — советская учёный-психолог, доктор психологических наук (1979), профессор (1984).
Автор более 180 опубликованных работ.

## Биография
Родилась 4 февраля 1932 года в Симферополе, Крымская АССР.
В 1955 году с отличием окончила отделение психологии философского факультета Московского государственного университета. В 1967 году защитила кандидатскую диссертацию на тему «Строение мнемического действия : Исследование механизма произвольного запоминания» (выполнена под руководством профессора П. И. Зинченко), в 1979 году — докторскую диссертацию на тему «Развитие памяти в процессе обучения».
С 1984 года В. Я. Ляудис — профессор кафедры педагогической психологии и педагогики факультета психологии МГУ, с 1987 года — заместитель декана факультета психологии по научно-методической работе. Область научных исследований: психология развития, психология обучения и воспитания, общая и социальная психология. Под её руководством. защищены более 50 дипломных работ, 20 кандидатских и 2 докторских диссертации.
Была членом специализированных советов по защите кандидатских диссертаций (заместитель председателя, 1991) и докторских диссертаций (1979) МГУ, заместителем председателя Совета по психологии учебно-методического объединения университетов России (1988); член Общества психологов СССР с 1962 года.
Награждена медалью «Ветеран труда», удостоена почетного звания «Заслуженный профессор МГУ» (1996). В 2001 году была награждена медалью К. Д. Ушинского.
Умерла 10 августа 2002 года в Москве.